# Seznam hokejistov Los Angeles Kings
Seznam igralcev hokejskega kluba Los Angeles Kings.

## Abecedni seznam

### F
- Aleksander Frolov

### K
- Anže Kopitar